# Finisarea lemnului

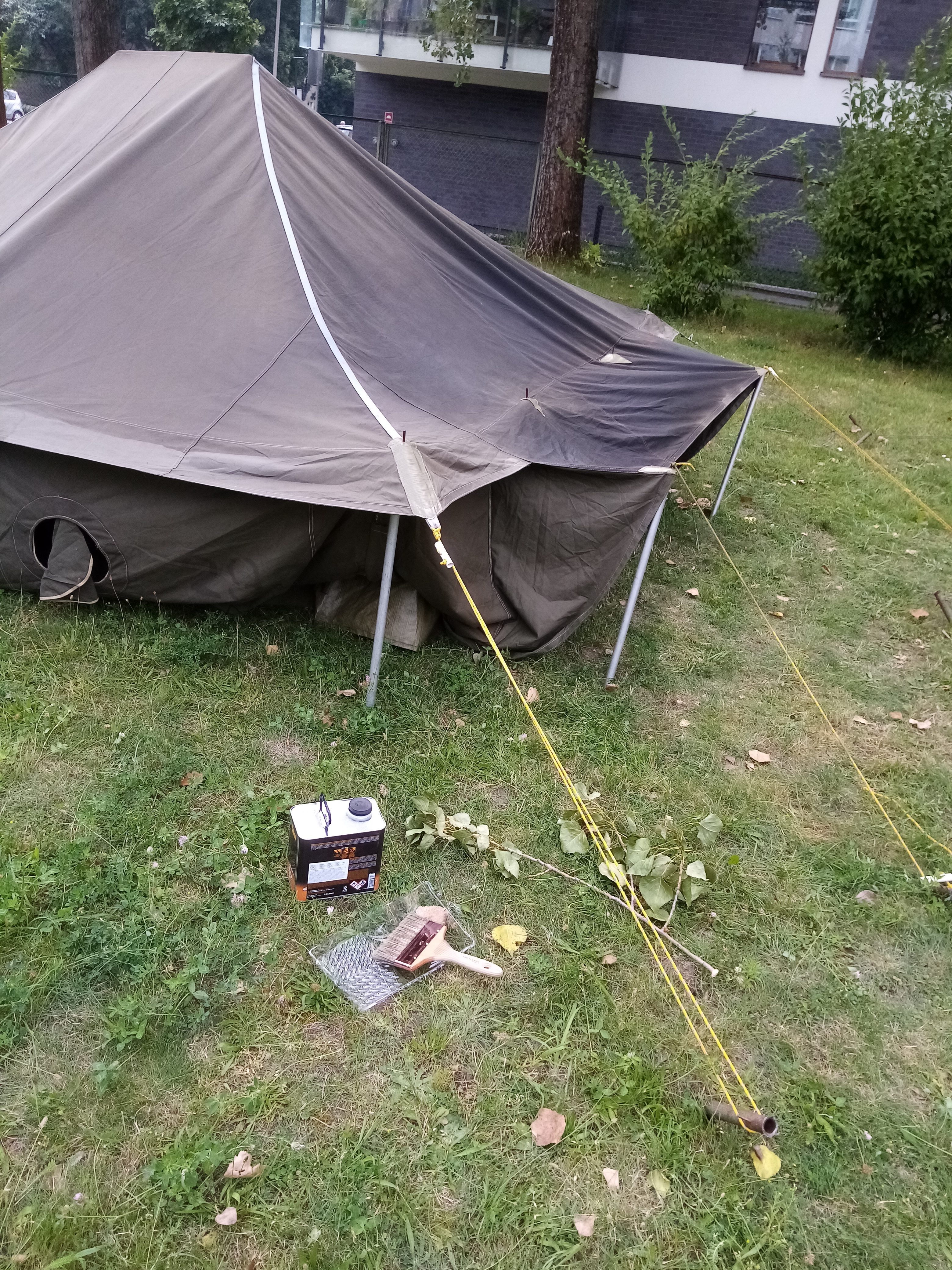
Finisarea lemnului

Finisarea lemnului poate fi definită ca o tehnologie complexă de îmbunătățire a aspectului și calității suprafețelor prin tehnici de acoperire superficială.
Modificările de calitate și aspect se referă în general la: culoare, rugozitate și luciu, dar pot include și alte efecte estetice speciale. Finisarea lemnului asigură concomitent cu ameliorarea aspectului și o rezistență mărită a suprafețelor la uzura și acțiunea factorilor fizici și chimici. Produsele speciale de finisare pot conferi lemnului și o rezistență mărită la biodegradare și foc. Acoperirea se poate face cu pelicule de finisare sau folii decorative.
Rolul finisării lemnului:
- Estetic;
- Protecția suprafețelor;
- Economic;
- Substituirea unor specii valoroase cu specii comune;
- Produsele din lemn și materiale pe bază de lemn pot avea un nou aspect;
- Creșterea duratei de utilizare a produselor finite din lemn;
- Ecologic;
- Se impune ecologizarea tehnologiilor de finisare prin reducerea noxelor.

## Istoricul finisării lemnului
Finisarea lemnului a fost cunoscută și practicată de mii de ani în scop estetic și funcțional. Egiptenii au transformat valențele estice ale finisării lemnului într-o adevărată artă: acoperirea cu foi de aur, pictarea suprafețelor lemnoase. Produsele utilizate erau cele naturale: ceruri și uleiuri. Rolul acestor produse era atât estetic cât și de protecție.
Pentru finisarea lemnului se folosesc:
Produse naturale:
- Proteine din ouă, lapte, brânză;
- Ceruri vegetale, animale;
- Uleiuri (ulei de in) și grăsimi animale;
- Rășini vegetale (Gumă Arabică, colofoniu și terebentină extrase din rășină de pin);
- Rășini secretate de insecte (selac secretat de Laccifer lacca).

Produse peliculogene bazate pe rășini sintetice:
- Rășini alchidice 1830;
- Nitroceluloza 1918;
- Rășini cu întărire acidă, rășini poliesterice, rășini PUR, polimeri acrilici;
- Produse de finisare fără solvent organic volatile;
- Pulberi de finisare;
- Produse ECO – ceruri, uleiuri.

## Finisarea lemnului – un domeniu în continuă dezvoltare
- Noi materiale trebuiesc finisate (compozite, plastice, metale, altele);
- Cerințe crescute pentru noi culori și efecte estetice speciale;
- Cerințe pentru produse cu durate scurte de uscare (întărire) productivitate mare;
- Noi tehnologii de aplicare – linii automatizate de finisare;
- Cerințe crescute privind calitatea peliculelor de acoperire

(rezistențele fizico-chimice și mecanice);
- Restricțiile ecologice impun promovarea unor produse și tehnologii nepoluante.

Finisarea lemnului, o tehnologie complexă în mai multe faze
Tehnologiile de finisare cuprind mai multe operații succesive, ce sunt cuprinse în 3 faze principale: 
1. Pregătirea suportului (substratului) prin operații mecanice, fizice și chimice;
2. Acoperirea suprafeței, folosind materiale peliculogene lichide (sau solide) sau folii decorative ce se vor încleia pe suport;
3. Operații ulterioare de prelucrare a peliculelor.
În fiecare din aceste faze și operații incluse se utilizează materiale tehnologice de finisare specifice.

## Clasificarea materialelor tehnologice de finisare
1. Materiale pentru pregătirea suportului pentru finisare:
- Abrazivi – șlefuire, curățare mecanică.
- Soluții de decolorare.
- Materiale pentru curățarea chimică și fizică a suprafețelor (înlăturarea petelor).
- Materiale pentru colorarea transparentă a suprafețelor (coloranți, soluții de colorare, grunduri de colorare).

2. Materiale pentru acoperirea estetică a suprafețelor:
- Materiale peliculogene de finisare (transparente și opace);
- Folii decorative pentru finisare.

3. Materiale pentru prelucrarea peliculelor și obținerea efectelor speciale
- Materiale pentru matisare mecanică sau lustruire.